# Serart (album)
Serart je debitantski, i za sada jedini studijski album sastava Serart kojeg čine Serj Tankian, pjevač metal sastava System of a Down, te instrumentalist Arto Tunçboyacıyan. 
To je ujedno i prvi album kojeg je izdala Tankianova izdavačka kuća Serjical Strike. Glazbu na albumu je teško kategorizirati, mješavina je različith rtimova, te varira od rocka do narodne glazbe. Album je ponovno objavljen 21. travnja 2009. kao Deluxe Edition, s dodatna dva remiksa, te kratkim filmom "Sun Angle Calculator".

## Popis pjesama
| 1.    | »Intro«                                                                                 | Serj Tankian              | 0:33 |
| 2.    | »Cinema«                                                                                | Tankian                   | 3:59 |
| 3.    | »Dewil's Wedding«                                                                       | Arto Tunçboyacıyan        | 4:07 |
| 4.    | »The Walkin Xperiment«                                                                  | Tankian                   | 3:33 |
| 5.    | »Black Melon«                                                                           | Tunçboyacıyan             | 3:36 |
| 6.    | »Metal Shock«                                                                           | Tunçboyacıyan             | 0:31 |
| 7.    | »Save the Blonde«                                                                       | Tankian                   | 3:14 |
| 8.    | »Love is the Peace«                                                                     | Tunçboyacıyan             | 2:32 |
| 9.    | »Leave Melody Counting Fear«                                                            | Tankian                   | 3:45 |
| 10.   | »Gee-Tar«                                                                               | Tankian                   | 1:10 |
| 11.   | »Claustrophobia«                                                                        | Tankian                   | 1:36 |
| 12.   | »Narina«                                                                                | Tunçboyacıyan, Jenna Ross | 5:31 |
| 13.   | »Zumba«                                                                                 | Tunçboyacıyan             | 0:53 |
| 14.   | »Facing the Plastic«                                                                    | Tankian                   | 3:46 |
| 15.   | »If You Can Catch Me«                                                                   | Tunçboyacıyan             | 1:03 |
| 16.   | »I Don't Want to Go Back Empty-Handed«                                                  | Tunçboyacıyan             | 4:07 |
| 17.   | »Narina« (remiks Billa Laswella - radijska verzija, bonus pjesma na Delux Editionu)     | Tunçboyacıyan, Ross       | 3:58 |
| 18.   | »Facing the Plastic« (remiks Mindless Self Indulgencea, bonus pjesma na Delux Editionu) | Tankian, James Euringer   | 3:50 |
| 44:41 |                                                                                         |                           |      |

### DVD
- Kratki film "Sun Angle Calculator"

## Produkcija
- Serj Tankian - vokal, udaraljke, dodatni instrumenti
- Arto Tunçboyacıyan - vokal, udaraljke, dodatni instrumenti

### Dodatni glazbenici
- Jenna Ross - vokal na pjesmi "Narina"